# Gare de Maiko
La gare de Maiko (舞子駅, Maiko-eki) est une gare ferroviaire localisée dans la ville de Kobe, dans la préfecture de Hyōgo au Japon. La gare est exploitée par la compagnie JR West, sur la ligne Sanyō (ligne JR Kobe). Le numéro de gare est JR-A71.

## Situation ferroviaire
Établie à 5 mètres d'altitude, la gare de Maiko est située au point kilométrique (PK) 15.1 de la ligne Sanyō.

## Histoire
La gare fut ouverte le 1er juillet 1896. À l'époque, elle est une gare  temporaire et se nommait Maiko-kôen. Trois plus tard, elle change de nom et devient la gare temporaire Maiko.  Le 1er décembre 1906, la gare devient une gare permanente. Le 17 janvier 1995, la gare est fermée à cause du séisme de 1995 à Kobe. En 2003, la carte ICOCA devient utilisable en gare.
En 2014, la fréquentation journalière de la gare était de  19 653 personnes
| 2010   | 2011   | 2012   | 2013   | 2014   |
| 20 306 | 20 408 | 20 230 | 20 348 | 19 653 |

## Service des voyageurs

### Accueil
La gare dispose d'un guichet, ouvert tous les jours de 5 h 30 à 21 h, de billetterie automatique verte pour l'achat de titres de transport pour shinkansen et train express. la carte ICOCA est également possible pour l’accès aux portillon  d’accès aux quais.
La gare possède également un coin pour les consignes automatique.

### Desserte
La gare de Maiko est une gare disposant d'un quai et de deux voies. La desserte est effectuée par des trains rapides ou locaux.
| N° de voie | Ligne     | Direction                    |
| ---------- | --------- | ---------------------------- |
| 1          | A JR Kôbe | Nishi-Akashi - Himeji        |
| 2          | A JR Kôbe | Sanomiya - Amagasaki - Ôsaka |

Installations et desserte
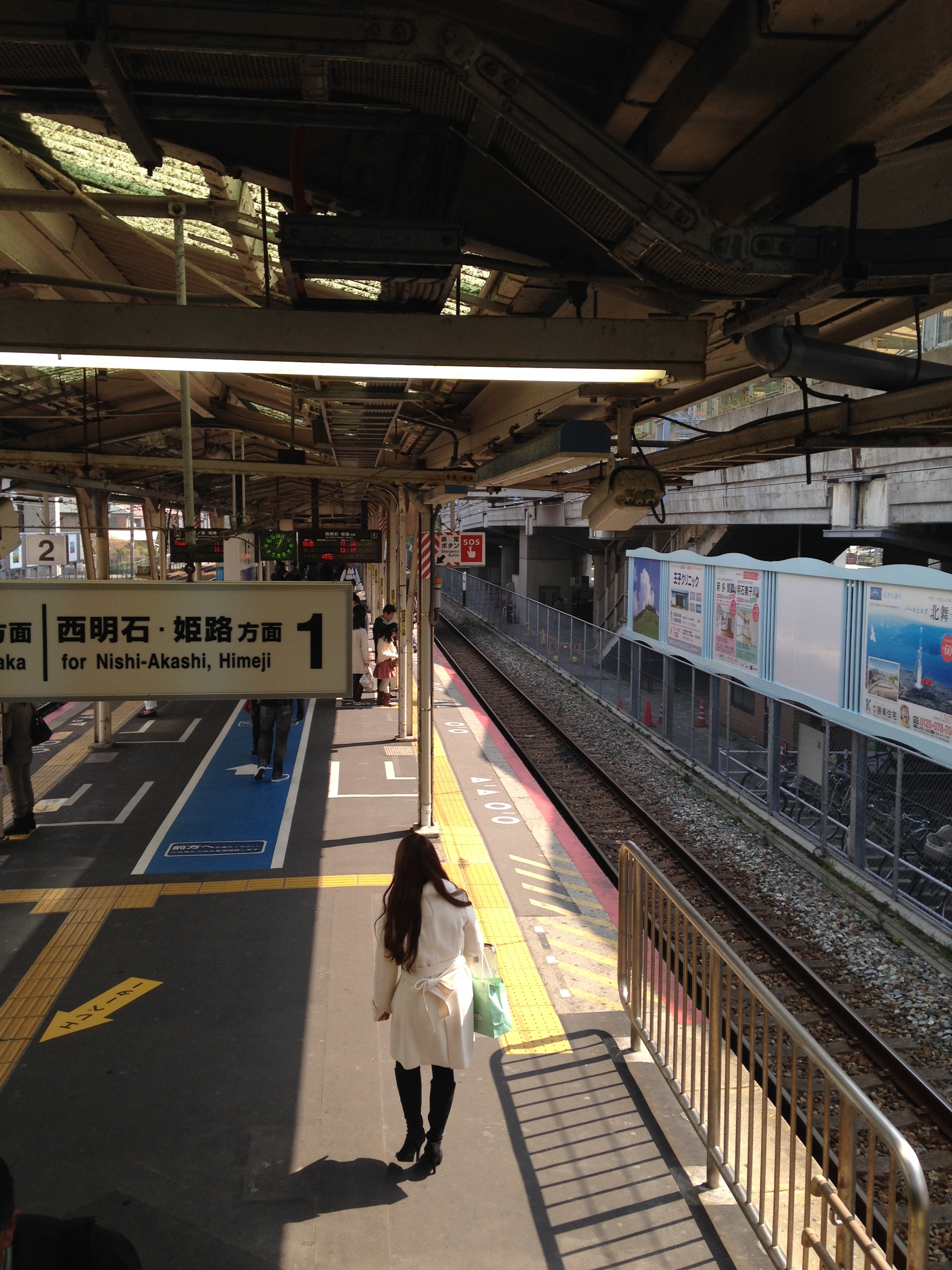
Quais et voies de service.
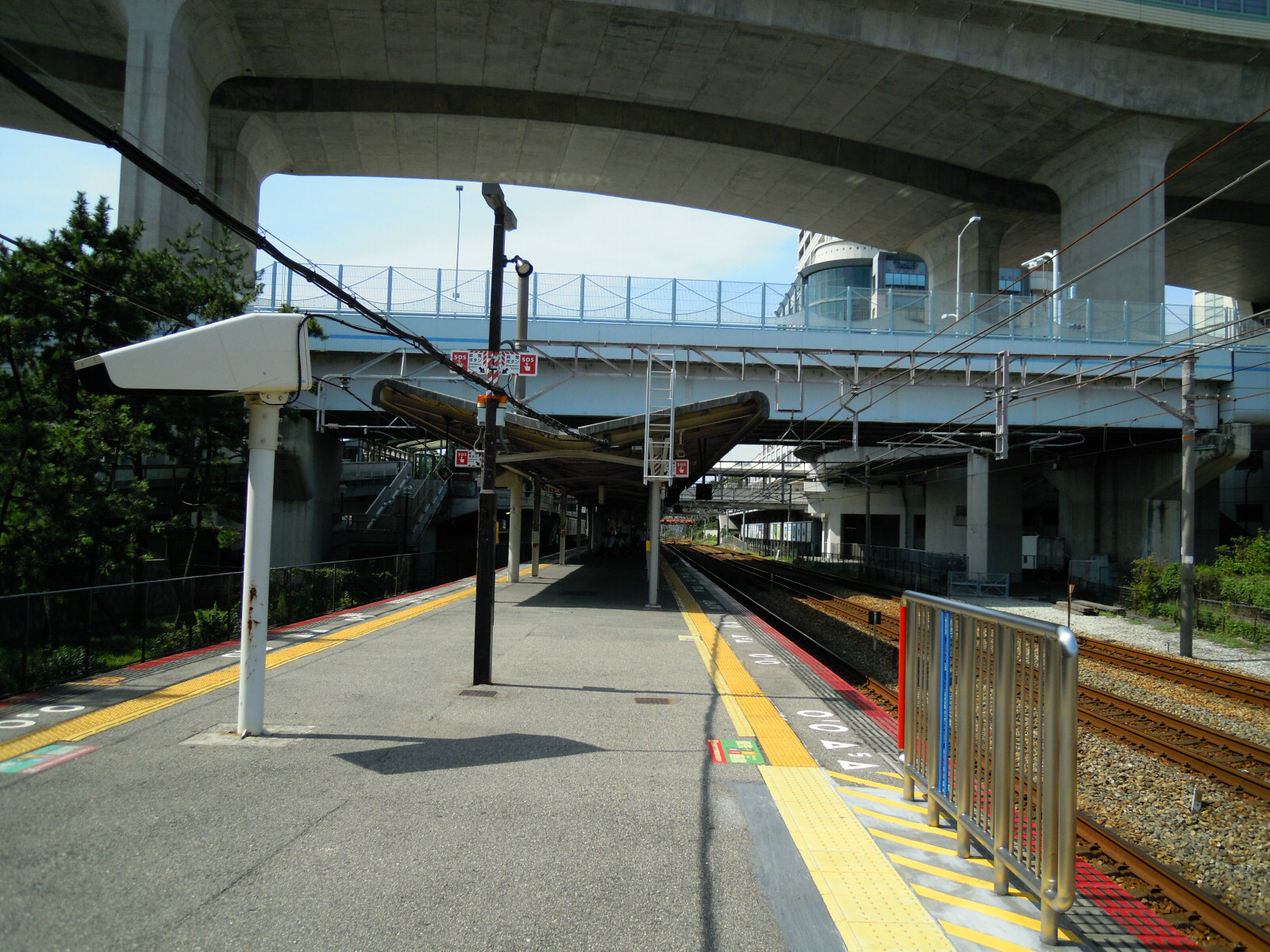
Quais et voies de service.

### Intermodalité

#### Train
| Gare       | Ligne | Exploitant | Distance du site |
| ---------- | ----- | ---------- | ---------------- |
| Maiko-Kōen | Sanyo | Sanyo      | 80m              |

#### Bus
Des bus du réseau Sanyo Bus et des bus de ville de Kobe sont également disponibles près de la gare.

### Site d’intérêt
- Le parc Maiko
- Le pont du détroit d'Akashi
- La station balnéaire Maiko